# Laura Lion
Lenka Prášilová, pod přezdívkou jako Laura Lion, ale vystupuje i pod dalšími jmény, je česká pornoherečka.

## Životopis
Laura Lion začala s filmováním v roce 2001. Do filmů a do povědomí se začala dostávat v roce 2002 a to díky španělskému studiu Private, se kterým natočila set čtyř na sebe navazujících filmů Natural Wonders of the World ve dvojici s Roccem Siffredim. Následovala její kariéra ve filmech americké produkce, kde se stala regulérní pornstar ve „velko-kozatých“ filmech. Do února 2007 se objevila v minimálně 97 filmech. Můžeme ji také vidět na mnoha webových stránkách z celého světa.